# Coppa dei Balcani (club)
La Coppa dei Balcani per club era un torneo internazionale di calcio disputato dalla stagione 1961 alla stagione 1993-94 e riservato ai club di Albania, Bulgaria, Grecia, Romania, Turchia e Jugoslavia.

## Storia
Sulla falsariga della Coppa dei Balcani per nazioni, che vide la luce sul finire del 1929, il progetto di un'identica manifestazione riservata alle squadre di club venne finalmente inaugurato molti anni più tardi, esattamente nel 1961. Il torneo, che vide inizialmente in campo almeno una rappresentante delle sei nazioni interessate (vale a dire Albania, Bulgaria, Grecia, Jugoslavia, Romania e Turchia) si aprì con il successo dei rumeni dello Steagul Rosu di Brașov che prevalsero nettamente nel girone unico a cinque squadre (mancava soltanto la rappresentante jugoslava) con gare di andata e ritorno.
La formula della manifestazione venne cambiata già alla seconda edizione del torneo che si articolò su due gruppi di quattro squadre e doppia finale fra le due vincenti. Il ritiro dei turchi del Galatasaray spianò la strada ai greci dell'Olympiacos, cui servirono ben tre partite di finale (spareggio a Istanbul, in Turchia) per avere definitivamente ragione degli ostici bulgari del Levski Sofia.
La Coppa dei Balcani per club stentò a decollare forse proprio perché ad essa non prendevano parte (salvo rare eccezioni) le formazioni più blasonate dei singoli paesi e le gare di cartello o anche di campanile (considerata la spiccata rivalità fra i paesi confinanti) erano piuttosto rare. Ciò nonostante l'albo d'oro del torneo si arricchì con nomi di club piuttosto noti, anche se questi venivano schierati in stagioni durante le quali avevano stentato ad affermarsi sia in patria che nelle altre competizioni europee riservate ai club.
Fra cambi di formula, rinunce, competizioni saltate o disputate nell'arco anche di tre anni, la Coppa dei Balcani venne alla fine declassata, sul finire degli anni ottanta, a competizione riservata alle squadre vincenti in patria i campionati di seconda serie. La crisi balcanica infine, che portò alla disintegrazione della Jugoslavia e alle ripetute guerre che sconvolsero l'area negli anni novanta, portarono al definitivo tramonto anche di questa in qualche modo "sfortunata" competizione, i cui ultimi vincitori, nel 1993-94, risultarono essere i turchi del Samsunspor.

## Albo d'oro
| Edizione | Anno      | Vincitrice          |
| -------- | --------- | ------------------- |
| I        | 1961      | Steagul Roșu Brașov |
| II       | 1961-1963 | Olympiacos          |
| III      | 1963-1964 | Rapid Bucarest      |
| IV       | 1965-1966 | Rapid Bucarest      |
| V        | 1966-1967 | Fenerbahçe          |
| VI       | 1967-1968 | Beroe               |
| VII      | 1969      | Beroe               |
| VIII     | 1970      | Partizani Tirana    |
| IX       | 1971      | Paniōnios           |
| X        | 1972      | Trakia Plovdiv      |
| XI       | 1973      | Lokomotiv Sofia     |
| XII      | 1974      | Akademik Sofia      |
| XIII     | 1975      | Radnički Niš        |
| XIV      | 1976      | Dinamo Zagabria     |
| XV       | 1977      | Panathīnaïkos       |
| XVI      | 1978      | Rijeka              |
| XVII     | 1979      | Sportul Studențesc  |
| XVIII    | 1980      | Velež Mostar        |
| XIX      | 1981-1983 | Beroe               |
| XX       | 1983-1984 | Beroe               |
| XXI      | 1984-1985 | Īraklīs             |
| XXII     | 1986      | Slavia Sofia        |
| XXIII    | 1987-1988 | Slavia Sofia        |
| XXIV     | 1988-1989 | OFI Creta           |
| XXV      | 1990-1991 | Inter Sibiu         |
| XXVI     | 1991-1992 | Sarıyer             |
| XXVII    | 1992-1993 | Edessaïkos          |
| XXVIII   | 1993-1994 | Samsunspor          |

## Partecipanti
| Edizione | Anno      | Albania                 | Bulgaria                         | Grecia                 | Jugoslavia      | Romania                             | Turchia                   |
| -------- | --------- | ----------------------- | -------------------------------- | ---------------------- | --------------- | ----------------------------------- | ------------------------- |
| I        | 1961      | Partizani Tirana        | Levski Sofia                     | AEK Atene              | -               | Steagul Roșu Brașov                 | Fenerbahçe                |
| II       | 1961-1963 | Dinamo Tirana           | Levski Sofia                     | Olympiacos             | Sarajevo        | Steagul Roșu Brașov Dinamo Bucarest | Fenerbahçe Galatasaray    |
| III      | 1963-64   | Dinamo Tirana           | Levski Sofia Spartak Plovdiv     | Olympiacos             | Radnički Niš    | Rapid Bucarest                      | Fenerbahçe Beşiktaş       |
| IV       | 1965-66   | 17 Nëntori Tirana       | Spartak Plovdiv Černo More Varna | Olympiacos             | Vardar          | Farul Costanza Rapid Bucarest       | Beşiktaş                  |
| V        | 1966-67   | Partizani Tirana        | Černo More Varna Lokomotiv Sofia | AEK Atene              | Vardar          | UT Arad Farul Costanza              | Fenerbahçe                |
| VI       | 1967-68   | Vllaznia                | Beroe Spartak Sofia              | AEK Atene              | Olimpia Lubiana | Farul Costanza                      | Fenerbahçe Gençlerbirliği |
| VII      | 1969      | Dinamo Tirana           | Beroe                            | Pierikos               | Bor             | U Craiova                           | PTT Ankara                |
| VIII     | 1970      | Partizani Tirana        | Beroe                            | Egaleo                 | Sloboda Tuzla   | U Craiova                           | Eskişehirspor             |
| IX       | 1971      | Besa Kavajë             | FK Etăr                          | Paniōnios              | Crvenka         | Steagul Roșu Brașov                 | Altay                     |
| X        | 1972      | Shkëndija Tirana        | Trakia Plovdiv                   | Kavala                 | Vardar          | Steagul Roșu Brașov                 | Göztepe                   |
| XI       | 1973      | Labinoti                | Lokomotiv Sofia                  | Arīs Salonicco         | Sutjeska        | ASA Târgu Mureș                     | Beşiktaş                  |
| XII      | 1974      | Partizani Tirana        | Akademik Sofia                   | Larissa                | Vardar          | Bacău                               | Boluspor                  |
| XIII     | 1975      | 17 Nëntori Tirana       | Lokomotiv Sofia                  | Paniōnios              | Radnički Niš    | Farul Costanza                      | Eskişehirspor             |
| XIV      | 1976      | Dinamo Tirana           | Akademik Sofia                   | Ethnikos Pireo         | Dinamo Zagabria | Sportul Studențesc                  | Adanaspor                 |
| XV       | 1977      | Vllaznia                | Slavia Sofia                     | Panathīnaïkos          | Budućnost       | Timișoara                           | Altay                     |
| XVI      | 1977-78   | Skënderbeu              | Slavia Sofia                     | Arīs Salonicco         | Rijeka          | Jiul Petroșani                      | Galatasaray               |
| XVII     | 1979-80   | Partizani Tirana        | Slavia Sofia                     | PAS Giannina           | Rijeka          | Sportul Studențesc                  | Beşiktaş                  |
| XVIII    | 1980-81   | Flamurtari Valona       | Trakia Plovdiv                   | AEK Atene              | Velež Mostar    | Sportul Studențesc                  | Zonguldakspor             |
| XIX      | 1981-1983 | 17 Nëntori Tirana       | Beroe                            | Larissa                | Sloboda Tuzla   | Steaua Bucarest                     | Galatasaray               |
| XX       | 1983-84   | -                       | Beroe                            | -                      | -               | Argeș Pitești                       | Galatasaray               |
| XXI      | 1984-85   | -                       | Beroe Spartak Varna              | Īraklīs Arīs Salonicco | -               | Argeș Pitești Bacău                 | Galatasaray Ankaragücü    |
| XXII     | 1986      | Vllaznia                | Slavia Sofia Botev Vraca         | Īraklīs Paniōnios      | -               | Gloria Buzău ASA Târgu Mureș        | Trabzonspor               |
| XXIII    | 1987-88   | Luftëtari Dinamo Tirana | Slavia Sofia Sliven              | Īraklīs PAOK           | -               | Argeș Pitești Corvinul Hunedoara    | Samsunspor Eskişehirspor  |
| XXIV     | 1988-89   | Labinoti                | Lokomotiv Sofia                  | OFI Creta              | Radnički Niš    | U Craiova                           | Malatyaspor               |
| XXV      | 1990-91   | 17 Nëntori Tirana       | FK Etăr                          | OFI Creta              | Budućnost       | Inter Sibiu                         | Galatasaray               |
| XXVI     | 1991-92   | Tomori                  | Hebăr Pazardžik                  | Ethnikos Pireo         | -               | Oțelul Galați                       | Sarıyer                   |
| XXVII    | 1992-93   | Teuta                   | Beroe FK Etăr                    | Edessaïkos             | -               | Dacia Unirea Brăila                 | Karşıyaka                 |
| XXVIII   | 1993-94   | Besa Kavajë             | Pirin Blagoevgrad                | PAS Giannina           | -               | -                                   | Samsunspor                |